# Alajõe
Die ehemalige Landgemeinde Alajõe (Alajõe vald) lag im Kreis Ida-Viru im Nordosten Estlands. 2017 wurde sie mit vier weiteren Landgemeinden zur Landgemeinde Alutaguse zusammengeschlossen.

## Beschreibung
Die Landgemeinde hatte eine Fläche von 109,61 km². In ihr lebten 654 Einwohner (2012). Alajõe liegt 22 km von der Hauptstadt des Landkreises, Jõhvi, entfernt.
Das Gemeindegebiet erstreckte sich entlang des Peipussees. Auf den Fischreichtum wies auch das Gemeindewappen hin.
Besonders die Sandstrände am Peipussee und die ausgedehnten Forstgebiete ziehen viele Urlauber und Naturliebhaber an. 72 Prozent des Gemeindegebiets sind von Wald bedeckt.
Sehenswert sind neben der alten Festung Vasnarva die orthodoxen Kirchen von Alajõe und Vasknarva.

## Dörfer
Neben dem Hauptort Alajõe gehörten zur Landgemeinde die Dörfer Karjamaa, Katase, Remniku, Smolnitsa, Uusküla und Vasknarva.

## Festung Vasknarva/Nyslott

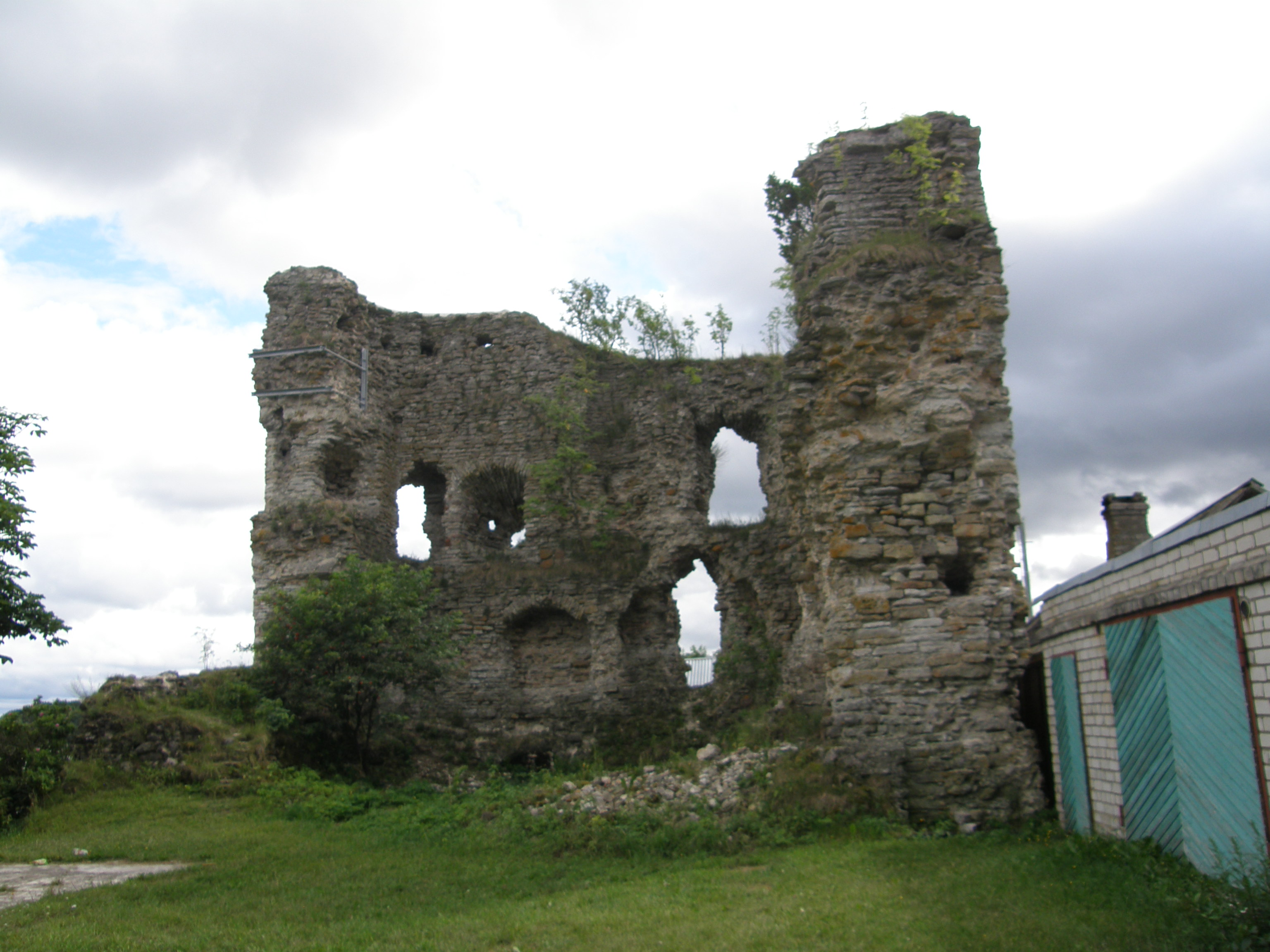
Ruinen der Festung Vasknarva

In Vasknarva (Vastne-Narva), am strategisch wichtigen Oberlauf der Narva, sind die Ruinen der alten Ordensburg von Vasknarva (russisch Syrenetz, niederdeutsch und schwedisch Nyslott) zu sehen. Diese wurde zwischen 1427 und 1442 erbaut. Die Festung entstand an der Stelle eines durch Pleskauer Truppen zerstörten Vorgängerbaus, der 1349 in der Zeit des Ordensmeisters Goswin von Herike errichtet worden war.
Die Ordensburg wurde im Livländischen Krieg im 16. Jahrhundert fast dem Erdboden gleichgemacht, jedoch wieder aufgebaut. Erst im für Schweden siegreichen russisch-schwedischen Krieg (sog. Ingermanländischer Krieg, 1610 bis 1617) wurde sie vollständig zerstört und – da aus strategischen Gründen nicht mehr notwendig – vermutlich aufgegeben.
Zur Wende vom 17. zum 18. Jahrhundert im Nordischen Krieg war sie nur noch Ruine. Steine der ehemaligen Festungsanlage wurden zum Bau des russischsprachigen Fischerdorfs Vasknarva verwendet.